# Панула, Йорма
Йорма Панула (фин. Jorma Panula; род. 10 августа 1930, Каухайоки) — финский дирижёр, композитор и музыкальный педагог.
Учился в Академии имени Сибелиуса у Лео Фунтека, затем стажировался под руководством Франко Феррары. В 1963—1965 гг. руководил Филармоническим оркестром Турку, в 1965—1972 гг. Хельсинкским филармоническим оркестром, в 1973—1976 гг. Орхусским симфоническим оркестром (Дания). В 1973—1994 гг. был профессором дирижирования в Академии имени Сибелиуса, преподавал также в Копенгагене и Стокгольме. Среди учеников Панулы такие заметные музыканты, как Эса-Пекка Салонен, Микко Франк, Юкка-Пекка Сарасте, Маттиас Манази, Осмо Вянскя, Саша Мякиля.
В композиторском творчестве Панулы выделяются оперы «Яакко Илкка» (фин. Jaakko Ilkka) и «Речная опера» (англ. River Opera), сочетающие музыкальное действо, элементы визуального искусства и перформанса.
Лауреат Премии Рольфа Шока (1997). Панула был включён в список «60 самых влиятельных людей в музыке», опубликованный в ноябрьском выпуске журнала BBC Music за 2000 год.